# Brendan Mikkelson
Brendan Mikkelson (* 22. Juni 1987 in Regina, Saskatchewan) ist ein ehemaliger kanadischer Eishockeyspieler, der im Verlauf seiner aktiven Karriere zwischen 2003 und 2022 unter anderem 131 Spiele für die Anaheim Ducks, Calgary Flames und Tampa Bay Lightning in der National Hockey League (NHL) auf der Position des Verteidigers bestritten hat. Zudem verbrachte Mikkelson eine Spielzeit bei den Adler Mannheim in der Deutschen Eishockey Liga (DEL), mit denen er im Jahr 2019 die Deutsche Meisterschaft gewann.

## Karriere
Brendan Mikkelson begann seine Karriere als Eishockeyspieler bei den Portland Winter Hawks, für die er von 2003 bis 2005 in der Western Hockey League (WHL) aktiv war. In dieser Zeit wurde er im NHL Entry Draft 2005 in der zweiten Runde als insgesamt 31. Spieler von den Mighty Ducks of Anaheim aus der National Hockey League (NHL) ausgewählt. Zunächst stand der Verteidiger zwei weitere Jahre in der WHL für die Vancouver Giants auf dem Eis, mit denen er im Jahr 2007 den Memorial Cup gewann. Während der Saison 2007/08 gab Mikkelson sein Debüt im professionellen Eishockey, als er für Anaheims damaliges Farmteam, die Portland Pirates aus der American Hockey League (AHL), spielte.
Im Verlauf der Saison 2008/09 wurde Mikkelson in den Kader des NHL-Teams der Anaheim Ducks aufgenommen. Im Oktober 2010 setzte ihn das Management der Ducks auf die Waiver-Liste, von der ihn die Calgary Flames verpflichteten. Im Januar 2012 transferierten ihn die Flames im Austausch für Blair Jones zu den Tampa Bay Lightning. Im Juli 2013 erhielt Mikkelson einen Zweiwegevertrag von den Pittsburgh Penguins und kam in der Saison 2013/14 ausschließlich bei den Wilkes-Barre/Scranton Penguins zum Einsatz. Im September 2014 wurde er für eine Spielzeit von den Toronto Marlies verpflichtet, ehe er im Mai 2015 vom Luleå HF aus der Svenska Hockeyligan (SHL) unter Vertrag genommen wurde und dort bis zum Ende der Saison 2017/18 spielte.
Im Juni 2018 wurde Mikkelson von den Adler Mannheim aus der Deutschen Eishockey Liga (DEL) unter Vertrag genommen und gewann mit diesen am Saisonende die deutsche Meisterschaft. Nach diesem Erfolg erhielt er jedoch keinen neuen Vertrag und wechselte zum EC Red Bull Salzburg in die österreichische Erste Bank Eishockey Liga (EBEL). Anschließend war der Kanadier je eine Spielzeit für den schwedischen Klub MODO Hockey und den walisischen Verein Cardiff Devils aktiv, ehe der 35-Jährige seine aktive Karriere im Sommer 2022 beendete.

### International
Für die kanadische Nationalmannschaft stand Mikkelson bei der U18-Junioren-Weltmeisterschaft 2005 auf dem Eis. In sechs Begegnungen steuerte er zwei Assists zum Silbermedaillengewinn der kanadischen U18-Junioren bei. Zuvor hatte er mit der Auswahl der pazifischen Provinzen bereits die Silbermedaille bei der World U-17 Hockey Challenge 2004 gewonnen.

## Erfolge und Auszeichnungen
| - 2005 Teilnahme am CHL Top Prospects Game - 2006 President’s-Cup-Gewinn mit den Vancouver Giants - 2007 Memorial-Cup-Gewinn mit den Vancouver Giants | - 2007 Memorial Cup All-Star Team - 2019 Deutscher Meister mit den Adler Mannheim - 2022 EIHL-Playoffgewinn mit den Cardiff Devils |

### International
- 2004 Silbermedaille bei der World U-17 Hockey Challenge
- 2005 Silbermedaille bei der U18-Junioren-Weltmeisterschaft

## Karrierestatistik

### International
Vertrat Kanada bei:
- World U-17 Hockey Challenge 2004
- U18-Junioren-Weltmeisterschaft 2005

(Legende zur Spielerstatistik: Sp oder GP = absolvierte Spiele; T oder G = erzielte Tore; V oder A = erzielte Assists; Pkt oder Pts = erzielte Scorerpunkte; SM oder PIM = erhaltene Strafminuten; +/− = Plus/Minus-Bilanz; PP = erzielte Überzahltore; SH = erzielte Unterzahltore; GW = erzielte Siegtore; 1 Play-downs/Relegation; Kursiv: Statistik nicht vollständig)

## Familie
Brendan Mikkelson kommt aus einer Eishockey-Familie: Sein Vater Bill Mikkelson spielte Anfang der 1970er-Jahre vier Jahre in der National Hockey League, unter anderem für die Los Angeles Kings, New York Islanders und Washington Capitals.
Brendans Schwester Meaghan ist kanadische Nationalspielerin, zweifache Olympiasiegerin und mehrfache Medaillengewinnerin bei Weltmeisterschaften. Sein Großonkel Jim McFadden gewann 1948 die Calder Trophy und 1950 den Stanley Cup.